# Vila urbană de pe str. Timiș, 3 (Chișinău)
Vila urbană de pe str. Timiș, 3 este o clădire amplasată pe str. Timiș, 3 în Chișinău, Republica Moldova. Este un monument arhitectural de importanță națională inclus în Registrul monumentelor Republicii Moldova ocrotite de stat cu nr. 383 (municipiul Chișinău). Datează din anii 1930.